# Stigmella inconspicuella
Stigmella inconspicuella is een vlinder uit de familie van de dwergmineermotten (Nepticulidae). De wetenschappelijke naam van de soort is voor het eerst geldig gepubliceerd in 1982 door Newton & Wilkinson.